# FC Chambly
Der Football Club de Chambly Thelle oder kurz FC Chambly ist ein Fußballverein aus Chambly, einer Gemeinde im französischen Département Oise. Der 9.000-Einwohner-Ort liegt etwa auf halbem Weg zwischen Paris und Beauvais.

## Geschichte
Gegründet wurde der Klub 1989 als Football Club de Chambly in Konkurrenz zum lokalen Club Olympique de Chambly durch Mitglieder der italienstämmigen Familie Luzi, von denen Bruno als Spieler in den höchsten Amateurligen Frankreichs tätig gewesen war. Sein Vater Walter und sein Bruder Fulvio waren Anhänger von Inter Mailand, weshalb sie für ihren Verein dessen Klubfarben Schwarz und Blau übernahmen. Bis Anfang 2017 sind sämtliche Vereinsvorsitzenden und Trainer der Ligamannschaft Angehörige dieser Familie. Anfangs spielte die Mannschaft, deren Gegner sich in den ersten Jahren mangels hinreichender Installationen in ihren Autos umziehen mussten, „um Spaß zu haben. Aber wir gewannen unsere Spiele, und dann kamen die Ambitionen“, so Fulvio Luzi.
2006 erweiterte der FC seinen Namen um die Landschaftsbezeichnung Thelle, um sich so die Unterstützung einiger benachbarter Gemeinden zu sichern. Ab 2008 beschleunigte sich der Aufstieg des FC, der in diesem Jahr zum ersten Mal in seiner Geschichte in der Division d’Honneur, der höchsten regionalen Spielklasse, antrat: 2010 stieg er in die fünfte, 2012 in die vierte und wiederum nur zwei Jahre darauf in die dritte Liga auf. Für die Saison 2014/15 betrug das Budget des „Familienbetriebs“ eine Million Euro. Dennoch sah der Klubpräsident Probleme auf das Team zukommen, weil alle Spieler berufstätig sind und die Arbeitgeber sie für Auswärtsspiele meist zwei Tage freistellen müssten.
Die Ligamannschaft des Vereins trug ihre Heimspiele im Stade des Marais (offiziell: Enceinte du Mesnil-Saint-Martin) aus, das über eine Zuschauerkapazität von 1.438 Plätzen, davon 438 Sitzplätze, verfügt. 2015 wurde das Stadion vergrößert und hat aktuell über 3000 Sitzplätze. Nach dem Aufstieg in die Ligue 2 (2019) trug der FC seine Heimspiele im Stade Pierre Brisson in Beauvais aus.

## Ligazugehörigkeit und Erfolge
Profistatus hat der Klub vor 2019 noch nie besessen, ebenso wenig erstklassig (Division 1, seit 2002 in Ligue 1 umbenannt) gespielt. 2014 erfolgte zum ersten Mal der Aufstieg in die semiprofessionelle dritte Liga, in der er bis 2018/19 vertreten war.
Auch im Landespokalwettbewerb waren ihm bislang keine großen Erfolge beschieden. Erstmals 2011/12 und dann wieder in der Spielzeit 2013/14 stieß der Klub bis unter die besten 64 Mannschaften Frankreichs vor. Über diese erste landesweite Hauptrunde kam er allerdings beide Male nicht hinaus, unterlag dabei als seinerzeitiger Fünftligist dem Erstligisten AJ Auxerre immerhin erst nach Verlängerung beziehungsweise zwei Jahre später dem Zweitligisten SCO Angers erst im Elfmeterschießen. 2015/16 besiegte der FCC zunächst überraschenderweise Stade Reims deutlich, ehe sich im Sechzehntelfinale mit Olympique Lyon ein weiterer Ligue-1-Vertreter als zu stark erwies. Dafür gelang dem Drittdivisionär in der Saison 2017/18 sogar der Einzug in das Halbfinale.

## Bekannte Spieler
Mit Mickaël Citony und Fabien Raddas (beide Jahrgang 1980) spielten 2013/14 zwei Ex-Profis bei den Schwarz-Blauen. 2014/15 trug der Afrika-Meister und Olympiasieger Pierre Womé den Dress des FC Chambly.